# Лаогай
Лаога́й (кит. трад. 勞改, упр. 劳改, пиньинь láogǎi), аббревиатура от Láodòng Gǎizào (кит. трад. 勞動改造, упр. 劳动改造, палл. Лаодун Гайцзао), с кит. — «исправление посредством труда», — система уголовного правосудия Китая, исполняющаяся через исправительно-трудовые и тюремные фермы в Китайской Народной Республике (КНР). Лаогай отличается от лаоцзяо, что означает «перевоспитание через труд», который был системой административного задержания для людей, которые не были преступниками, но совершили незначительные правонарушения. Система лаоцзяо была предназначена для превращения правонарушителей в законопослушных граждан. Лица, содержащиеся под стражей по системе лаоцзяо, содержались в учреждениях, которые были отделены от общей системы тюрем лаогай. Обе системы, однако, связаны с исправительными работами.
В 1994 году лагеря лаогай были переименованы в «тюрьмы». Однако китайское уголовное законодательство по-прежнему предусматривает, что трудоспособные заключённые должны «получать образование и исправляться трудом». Существование разветвлённой сети принудительных трудовых лагерей, производящих потребительские товары для экспорта в Европу и США, было засекречено. Публикация информации о тюремной системе Китая телекомпанией Al Jazeera English привела к её изгнанию из Китая 7 мая 2012 года.
По оценкам, система привела к гибели десятков миллионов заключённых и была приравнена критиками к рабству.

## История
В 1950-х и 1960-х годах в китайских тюрьмах, подобно организованным фабрикам, содержалось большое число людей, которых считали слишком критичными по отношению к правительству или «контрреволюционными». Однако многие люди, арестованные по политическим или религиозным причинам, были освобождены в конце 1970-х годов в начале реформ Дэн Сяопина.
В XXI веке критиками высказывались мнения, что китайские тюрьмы производят продукцию для продажи в зарубежных странах, а прибыль идёт правительству КНР. Продукция лаогай включает товары от зелёного чая до промышленных двигателей и угля, добываемого в шахтах По словам Джеймса Д. Сеймура и Ричарда Андерсона, продукция, произведённая в лагерях лаогай, составляет незначительный объём экспортной продукции материкового Китая и валового внутреннего продукта. Они утверждают, что использование труда заключёнными для производства само по себе не является нарушением прав человека и, что большинство заключённых в китайских тюрьмах отбывают срок за то, что обычно рассматривается как преступления на Западе. Критика Запада в адрес лаогай основана не только на экспорте продукции, произведённой принудительным трудом, но и на утверждениях заключённых, находящихся под стражей за политические или религиозные нарушения, такие как руководство незарегистрированных китайских домашних церквей. В то время как лаогай вызвал широкую огласку и критику за плохие условия содержания в тюрьмах, Сеймур и Андерсон утверждают, что подобная критика преувеличена, заявив, что «даже в худшем случае, лаогай не является, как некоторые утверждают, «китайским эквивалентом советского ГУЛАГа».
Структурные изменения, последовавшие за падением социализма, привели к сокращению налоговых поступлений в местные органы власти, усиливая давление на местные органы власти с целью пополнения их доходов из других источников. Более того, заключённые, как правило, не являются хорошей рабочей силой. Продукция, производимая трудом заключённых в Китае, имеет крайне низкое качество и непригодна для продажи на открытом рынке по сравнению с продукцией, производимой оплачиваемым трудом.
Пенитенциарную систему Китая в XX веке описал в своих книгах Гарри У (Troublemaker, Laogai и другие). У провёл в лагерях 19 лет, с 1960 по 1979 год, куда был отправлен за критику правительства, будучи студентом колледжа. Пережив сильный голод, он в конце концов переехал в Соединённые Штаты в качестве приглашённого учёного в 1985 году.
По мнению историка Д. Хайнцига, «единственным исследователем, интенсивно и методически занимавшимся вопросом числа заключённых в лагерях Лаогай», является французский синолог Жан-Люк Доменаш. И даже он не смог выявить данные о динамике числа заключённых в лагерях, поскольку нет надёжных архивных данных. У Доменаша есть только оценки численности на отдельные временные интервалы, а именно: с 1952 по 1977 годы население было довольно стабильным в пределах 10-11 млн человек, а к 1986 году уменьшилось до 5 млн.
Согласно оценке 2008 года Фонда изучения лаогай Гарри Ву, американской неправительственной организации по правам человека, расположенной в Вашингтоне, в Китае действовало приблизительно 1045 учреждений по системе лаогай, в которых содержалось приблизительно от 500 000 до 2 миллионов заключённых.

## Условия влаогаях
Условия, в которых живут заключённые лаогаев, находятся под пристальным вниманием, в силу распространения информации и получения огласки об условиях по всему миру. Китайское правительство заявило:
Согласно нашей экономической теории, человек является наиболее фундаментальной производительной силой. За исключением тех, кто должен быть физически уничтожен по политическим соображениям. Люди должны использоваться в качестве производительных сил, причём необходимым условием должно быть повиновение. Основополагающая политика системы лаогаев заключается в утверждении: «Принудительный труд — средство, а реформа мышления — наша основная цель».

## Одежда
В отличие от заключённых лаоцзяо, заключённым лаогаев выдаётся одежда. В зависимости от местности и её экономического положения, качество одежды может существенно отличаться. Некоторые заключённые могут получить одежду чёрного или серого цвета, в то время как другие носят одежду тёмно-красного или синего цвета. Также в зависимости от местоположения одежда может быть более тёплой. Как правило, на униформе проставляется печать китайскими иероглифами «фань» и «лао гай», означающие «преступник» и «исправление посредством труда», соответственно. Кроме того, заключённым выдаётся пара обуви из резины или пластика. Эти минимумы не отвечают потребностям заключённых, которые должны приобретать нижнее бельё, носки, головные уборы и куртки за скудный ежемесячный заработок в размере 2,5-3 юаня (0,37-0,44 долл. США по состоянию на 11 апреля 2009 года). Куртки были редки в эпоху Мао Цзэдуна и, как правило, шились из лоскутов старых одеял, а не из новой ткани. Стирка одежды также была редкостью, но поставки одежды в тюрьмах улучшились с середины эпохи Дэн Сяопина и Цзян Цзэминя.

## Питание
Распределение продуктов питания сильно варьировалось во времени, подобно тому, как оно варьировалось в «более чем 1 155 задокументированных лагерях лаогай». Один лагерь возле Пекина распределяет от 13,5 до 22,5 кг продуктов питания на человека в месяц. Это средний показатель. Пища состоит из лепёшек или каши из смеси сорго и кукурузы. Заключённые пекинского лагеря также получают 90 мл растительного масла в месяц. Каждые 2 недели заключённые получают «особое блюдо — суп из свиного бульона и булочки из белой муки, приготовленные на пару». На крупные праздники, такие как китайский Новый год, День образования Китайской Народной Республики и Праздник весны, подаются пельмени из мяса, в остальные дни рацион вегетарианский.
Пища подаётся по одному человеку на группу, состоящую примерно из 10 человек. Заключённый, называемый «чжибань» или «дежурным заключённым», доставляет пищу оставшейся части своей группы в больших мисках на телеге. Зачастую необходимо толкать тележку на большие расстояния к месту работы остальных. Каждый день заключённые получают каши, хлеб и водянистый овощной суп, приготовленный из самых дешёвых овощей. Некоторые лагеря сообщили о двухразовом питании, в то время как другие разрешают трёхразовое. Выдача пищи нормируется по рангу и продуктивности, что, как полагают, обеспечивает мотивацию к труду.
В эпоху Мао питание в тюрьмах было крайне скудным не только из-за общенационального голода во время Большого скачка (1959—1962 годы), но и из-за более жёстких правил. Поскольку еды было мало, заключённые питались всем, что попадалось им во время работы. Были задокументированы случаи, когда заключённые ели «полевых мышей, сверчков, саранчу, жаб, виноградных червей, кузнечиков, личинок насекомых и яйца, а также ядовитых змей». Кроме того, многие заключённые воровали продукты с полей, на которых работали, контрабандой доставляя овощи обратно в казармы. В трудовом лагере Цзябяньгоу в провинции Ганьсу около 2500 из 3000 заключённых умерли от голода в период с 1960 по 1962 год, а некоторые выжившие прибегли к каннибализму.
Питание в лагерях было большой проблемой, особенно в начале 1950-60-х годов, в первые годы существования КНР (Китайской Народной Республики). До того, как КПК взяла ситуацию под свой контроль, заключённых могли морить голодом с целью контроля. Первые лидеры КПК осознали силу метода голодания и удержания пищи от мятежных заключённых, и до недавнего времени эта практика была очень распространена. С начала 1990-х годов некоторые лагеря в прибрежных районах Восточного Китая повысили качество и объём продовольствия.

## Жилые помещения и санитарные условия
Жилые помещения, которые в литературе по теме лаогай обычно упоминаются как казармы, были относительно примитивными. В большинстве из них полы были сделаны из цемента или дерева, но иногда встречались соломенные или земляные. Мебели не было, вместо унитаза использовали ведро. Заключённые спали на полу в пространстве шириной 30 см, по 10 человек в комнате. Новые заключённые были вынуждены спать ближе всего к уборной, в то время как другие заключённые, отбывавшие длительный срок, спали у противоположной стены.
Ванны и душевые встречались очень редко и зачастую вообще не упоминались в мемуарах. Единственным видом водных процедур было омовение в ведре (при его наличии), воду при этом не меняли. Основные предметы первой необходимости, такие, как зубные щётки и зубная паста, туалетная бумага, мыло и полотенца, не предоставлялись; заключённые были вынуждены тратить свою заработную плату на их приобретение. Известно, что даже когда заключённые разбрасывали навоз или фекалии, во время приёма пищи им не предоставляли времени для мытья рук, требуя немедленно приступить к еде.
Спальные помещения были окружены со всех сторон шестиметровой стеной с проволокой под напряжением. На каждом углу стены стояли сторожевые вышки. Снаружи этой стены было 12 метров пустого пространства, а затем ещё одна стена, похожая на первую, но ещё выше.

## Болезни и вредители
Обитатели лагерей лаогай страдали от разнообразных вредителей. Клопов было так много, что ночью они иногда перемещались целыми роями, из-за чего их прозвали танками (танькэ). Клопы сосали кровь заключённых, оставляя маленькие красные рубцы по всему телу. Эти рубцы чесались, а иногда, в тяжёлых случаях, приводили к тому, что заключённые царапали кожу до крови, что приводило к опасным инфекциям. Другим распространённым вредителем были вши; известно, что некоторые заключённые ели их. В лагерях не использовались инсектициды или пестициды. Заключённый Чжан Сяньлян писал, что «паразитов на трусах одного заключённого будет столько же, сколько слов на первой полосе газеты». Он отметил, что блох было так много, что они «окрашивали его одеяло в тёмно-фиолетовый цвет своим помётом». Круглые черви также были распространённой угрозой для здоровья заключённых, особенно на фермах лаогай, где в качестве удобрения использовались человеческие экскременты.
Наряду с плохим питанием у заключённых возникали заболевания, связанные с плохим питанием: бери-бери, отёки, цинга и пеллагра были наиболее распространёнными из-за недостатка витаминов. Другие проблемы со здоровьем, вызванные отсутствием здоровой пищи, включали сильную диарею или запор из-за отсутствия жиров и клетчатки. Диарея и запор часто оставлялись без лечения и, в дополнение к непрерывному 12-часовому ручному труду, ослабляли иммунную систему. В конце концов, совокупность условий проживания приводила к смерти. Среди поселенцев этих лагерей свирепствовали две болезни: туберкулёз и гепатит, проходившие без лечения до тех пор, пока не становилось слишком поздно. Каждое утро администрация лагерей решала, кто достаточно болен, чтобы остаться в казарме и пропустить рабочий день. Многих заключённых заставляли работать даже когда они болели. Психические заболевания были очень распространены в эпоху Мао, когда заключённым приходилось по 2 часа каждый вечер получать политические наставления. Промывание мозгов, которое происходило во время заключения, могло быть настолько интенсивным, что заключённые сходили с ума или совершали самоубийства.

## «Исправление посредством труда»
Принудительный труд определял лагеря лаогай. Ниже приводится описание обычного дня в тюрьме-лагере Туаньхэ от Гарри Ву. Он провёл 19 лет в тюрьме-лагере лаогай.
Заключённых будят в 5:30 утра, а в 6:00 утра дежурный заключённый с кухни катит в телеге кадки кукурузной каши и кукурузного хлеба … в 7:00 утра в казарму заходит персонал общественной безопасности (капитан), собирает всех заключённых и разрешает всем больным оставаться в казармах. Оказавшись на рабочем месте, капитан делегирует производственные обязанности …
В обеденное время прибывает дежурный заключённый с тележкой с большой банкой овощного супа, двумя кусками кукурузного хлеба на каждого заключённого и большой ёмкостью с питьевой водой … примерно через 30 минут работа возобновляется, пока вечером капитан не объявит о завершении работы. Обычно заключённые возвращаются в казармы около 18:30. По возвращении снова ужин из кукурузного хлеба, кукурузной каши и овощного супа. В 19:30 вечера начинается 2-часовая учёба… В 21:30, независимо от погоды, все заключённые собираются у казарм для переклички и выступления капитана. Около 22:00 все ложатся спать.

Ночью свет не включается, и никому не разрешается передвигаться. Заключённый должен оставаться в назначенном ему спальном месте и ждать до 5:30 утра следующего дня, когда весь цикл начнётся снова.
Выполнение квот составляло большую часть жизни заключённых лагерей лаогай. Снижение или превышение целевой производительности определяло качество их жизни. Несоблюдение целевой производительности может привести к одиночному заключению или потере льгот на питание. Как правило, суточный рацион сокращается на 10-20 %, если работник выполнял стандартный объём работ. Некоторые заключённые, способные перевыполнять квоты, могут получать добавку еды или пищу лучшего качества. Утверждалось, что это дополнительное питание не стоит того, чтобы сжигать лишние калории, чтобы быть более продуктивным, поэтому многие заключённые предпочитают делать минимум с минимальными усилиями, тем самым экономя как можно больше энергии.
Следователи из научно-исследовательского фонда «Лаогай» подтвердили, что заключённые добывали асбест и другие токсичные химические вещества без защитного снаряжения, работали с батареями и аккумуляторной кислотой без защиты рук, дубили шкуры обнажёнными в чанах, заполненных на метр химическими веществами, а также работали на ненадлежаще оборудованных рудниках, где взрывы и другие несчастные случаи являются обычным явлением.
Принудительные работы во многих частях Земли оправдывали «подготовкой к труду» для заключённых. В Китае, несмотря на то, что принудительные трудовые тюрьмы оправдывали тем же аргументом, карьерная подготовка до недавнего времени была минимальной. После освобождения навыки, приобретённые в тюрьме Лаогай (например, рытьё канав или разбрасывание навоза), не всегда приводят к желательному трудоустройству. Заключённые, поступающие в систему Лаогай с востребованными на рынке навыками, часто получают работу, используя эти навыки в тюремном комплексе. Работавшие до заключения врачами, например, были врачами и в лагере Лаогай, часто получали льготное лечение, большее количество пищи, аналогичное ключевым кадрам, и кровать. «Заключённые редко освобождаются, приобретя новые навыки, если обучение не соответствует предприимчивым потребностям лагеря». Однако совсем недавно были введены программы обучения заключённых полезным профессиям.
Несмотря на то, что существует много типов комплексов Лаогай, большинство предприятий — это фермы, шахты или фабрики. По данным китайского правительства, существует «около 200 различных видов продукции, производимые в Лаогай, которые экспортируются на международные рынки». «Четверть китайского чая производится в лагерях Лаогай; 60 процентов китайских вулканизирующих химикатов производятся в одном лагере Лаогай в Шэньяне … Одним из крупнейших заводов по производству стальных труб в стране является лагерь Лаогай …» Один Лагерь, Цянгрид, собирает более 22 000 метрических тонн зерна каждый год. Заключённые округа Дулан посадили более 400 000 деревьев.
Условия в этих лагерях считаются чрезвычайно суровыми в большинстве культур мира. Однако китайское правительство считает, что Лаогай эффективно контролирует заключённых и способствует развитию экономики Китая. По словам Мао Цзэдуна, «объекты Лаогай являются одной из жестоких составных частей государственной машины. Объекты Лаогай всех уровней создаются в качестве инструментов, представляющих интересы пролетариата и народных масс, и осуществляющих диктатуру над меньшинством враждебных элементов, происходящих из классов эксплуататоров». Правозащитник Гарри Ву стал катализатором обсуждения проблемы Лаогай, которая теперь становится более заметной проблемой во всём мире.

## Количество смертей
В коллективной работе «Чёрная книга коммунизма: преступления, террор, репрессии», описывающей историю репрессий коммунистических государств, утверждает, что в тюремной системе погибло около 20 миллионов человек. По словам авторов, в ходе кампании по подавлению контрреволюционеров жёсткость официальной пенитенциарной системы достигла беспрецедентного уровня, а смертность до 1952 года «безусловно превышала» 5 процентов в год и достигала 50 процентов в течение шести месяцев в Гуанси. В Шаньси на одной шахте ежедневно умирало более 300 человек. Пытки были обычным явлением, а подавление восстаний, которых было довольно много, привело к «настоящим массовым убийствам». Один китайский священник умер после допроса в течение более 100 часов. Из 20 000 заключённых, работавших на нефтяных месторождениях в Яньчане, несколько тысяч были казнены.
Политолог Рудольф Руммель называет количество «демоцидов» принудительного труда равным 15 720 000, исключая «всех тех коллективизированных, плохо питающихся и одетых крестьян, которые будут работать до смерти на полях». Гарри Ву называет количество смертей, равным 15 миллионам.
В книге Неизвестный Мао, писательница Мао Чжан Юн и историк Джон Халлидей подсчитали, что во время правления Мао Цзэдуна в тюрьмах и трудовых лагерях погибло около 27 миллионов человек. Они утверждают, что заключённые подвергались непосильным работам в самых враждебных пустошах, и что казни и самоубийства любыми средствами (например, погружение в измельчитель пшеницы) были обычным явлением.

## Дополнительная информация
В 2003 году слово «лаогай» вошло в Оксфордский словарь английского языка. В 2005 году слово «лаогай» вошло в словарь немецкого языка Дуден, а в 2006 году — в французский и итальянский словари. В 2008 году Гарри Ву открыл музей Лаогай в Вашингтоне, округ Колумбия, назвав его первым в истории музеем Соединённых Штатов, непосредственно посвящённым правам человека в Китае.